# Geonoma appuniana
Espèce
Geonoma appuniana est une espèce de plante de la famille des Arecaceae, originaire d’Amérique du Sud. Elle est considérée par the Kew Royal Botanic Gardens comme une sous-espèce de Geonoma undata (Geonoma undata subsp. appuniana (Spruce) A.J.Hend., 2011).